# Ebbe Munck
 (mai 2019).
Si vous disposez d'ouvrages ou d'articles de référence ou si vous connaissez des sites web de qualité traitant du thème abordé ici, merci de compléter l'article en donnant les références utiles à sa vérifiabilité et en les liant à la section « Notes et références ».
Pour les articles homonymes, voir Munk.
Ebbe Munck (1905-1974) est un journaliste et explorateur, résistant, puis diplomate et écrivain danois.

## Biographie
Durant la fin des années 1920 et les années 30, il a participé à plusieurs expéditions d'exploration au Groenland, notamment avec Charcot, en 1926 et a été correspondant de guerre de journaux de Copenhague. Plus précisément pour le Berlingske Tidende, il est à Berlin en 1929-1931, puis à Londres entre 1931 et 1935, puis en Espagne, en 1936 durant la guerre civile ; ensuite il couvre la guerre en Finlande, en 1939-1940, puis 1941-1942. A cette occasion, il est posté à Stockholm.
Dès l'invasion du Danemark par l'Allemagne nazie (avril 1940), sous couvert de son poste de correspondant de presse, il devient un intermédiaire entre les services de renseignement militaire danois et anglais. A ce titre, il participe à l'organisation de la résistance danoise et à de nombreuses négociations entre les autorités politiques et militaires anglaises, suédoises et le gouvernement clandestin danois, après la rupture de 1943. Des péripéties imprévues l'amènent notamment à assister à la reddition des forces allemandes d'occupation à Oslo le 8 mai 1945. En 1946, il est rédacteur en chef du Dagbladet Information et demeure chef du service de politique étrangère du B.T., jusqu'en 1946.
Après guerre il occupe un poste d'attaché de presse à l'ambassade danoise de Londres (1947) puis il est conseiller d'ambassade à Helsinki ; enfin, il devient ambassadeur du Danemark en Thaïlande, entre 1959 et 1967. Ses convictions politiques et son patriotisme lui font jouer un rôle central anticommuniste / antisoviétique après guerre. Ses mémoires d'alors montrent que ses fonctions dans la résistance danoise l'ont préparé à ce rôle où ses intérêts de classe rejoignaient les intérêts géopolitiques de son pays. Après le péril germanique, le péril soviétique, Ebbe Munck est demeuré un résistant.
Il est l'auteur de plusieurs livres de mémoires dont l'un a été traduit en français en 1970. Cet ouvrage, qui retrace de nombreuses négociations diplomatiques montre la problématique d'État du Danemark dans la guerre : État neutre envahi par son voisin et à sa merci ; bénéficiant jusqu'à un certain point de sa bienveillance, une bonne partie de la population sympathisant avec les alliés anglo-saxons, tandis qu'un petit nombre s'engageait dans une collaboration totale, cherchant à ménager ses intérêts nationaux au-delà de la victoire des alliés et notamment face à l'Union Soviétique qui allait reprendre l'île danoise de Bornholm aux nazis.
Il décrit aussi les conditions de l'évasion de Niels Bohr en Suède, puis son exfiltration vers Londres, dans la soute à bombe d'un avion décollé de Bromma. On croise dans son récit de nombreux résistants danois, ainsi que Willy Brandt, alors réfugié en Suède mais en rapport avec la résistance danoise. Munck raconte comment le renseignement britannique a eu des documents significatifs sur les expériences allemandes de Peenemunde(V1).

## Publications
- Døren til den frie Verden : Erindringer 1939-1945 (La porte du monde libre : souvenirs 1939-1945), Copenhague, 1967
- Sybellegatan 13 ou la résistance danoise, Presses de la Cité, 1970, traduction de Harald De Gautries, préface et notes du Colonel Rémy.